# Robustagramma longistylum
Robustagramma longistylum är en tvåvingeart som beskrevs av Marshall och Xiaolong Cui 2005. Robustagramma longistylum ingår i släktet Robustagramma och familjen hoppflugor.
Artens utbredningsområde är Ecuador. Inga underarter finns listade i Catalogue of Life.